# Kapilio
Kapilio (griechisch Καπηλιό) ist eine Gemeinde im Bezirk Limassol in der Republik Zypern. Bei der Volkszählung im Jahr 2021 hatte sie 62 Einwohner.

## Name
Der Überlieferung nach gab es im Gebiet des Dorfes sieben Weingüter, die Commandaria, Zivania und Rosinen produzierten. Neben Weingütern waren es auch Tavernen („Kapelia“) für Reisende, die auf ihrem Weg nach Larnaka durch die Gegend kamen. Der Name des Dorfes ist auf die Tavernen zurückzuführen.

## Lage und Umgebung

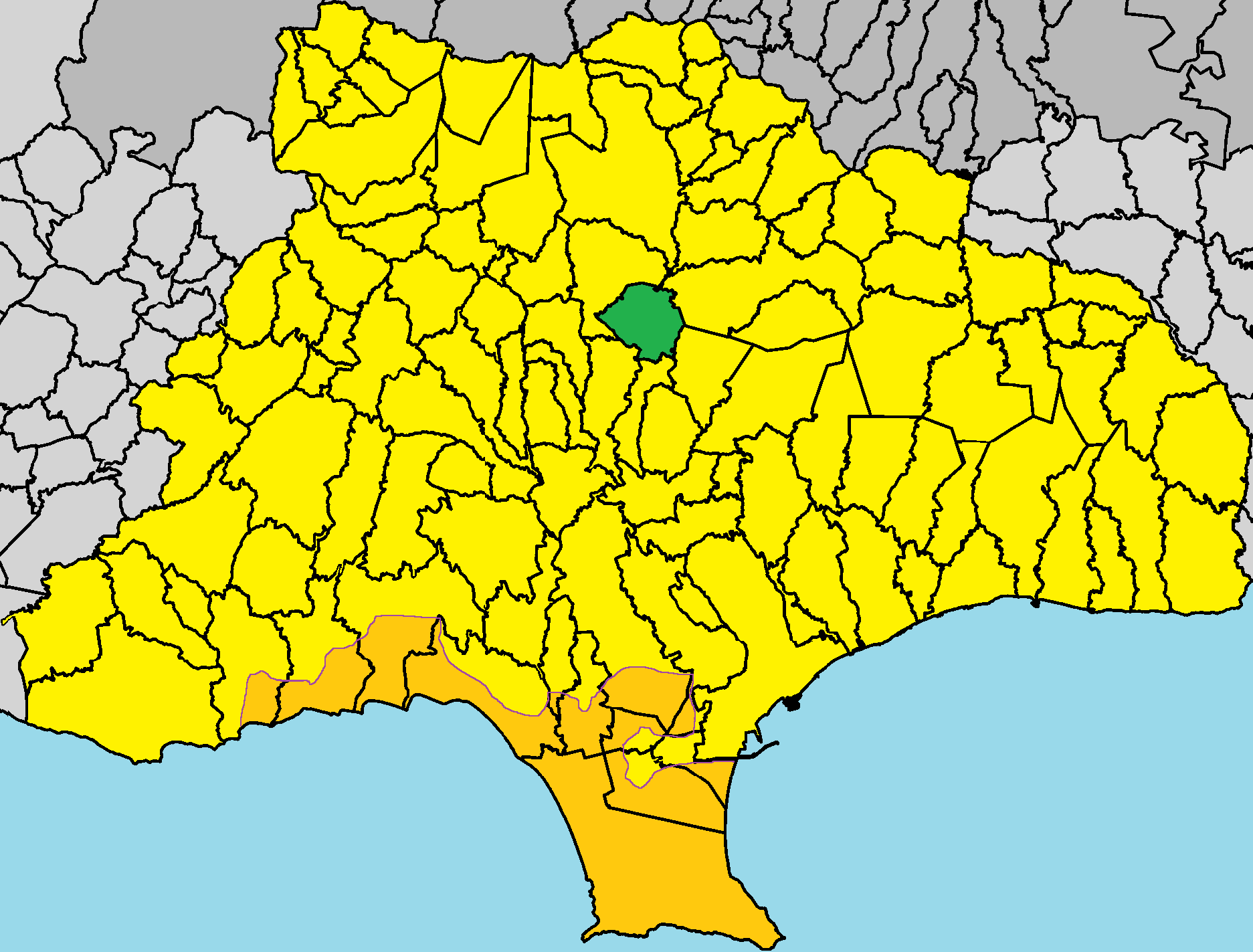
Lage im Bezirk Limassol

Kapilio liegt eher im Süden der Mittelmeerinsel Zypern auf einer Höhe von etwa 450 Metern, etwa 16 Kilometer nördlich von Limassol. Das etwa 10 Quadratkilometer große Dorf grenzt im Nordwesten an Agios Mamas, im Südwesten an Limnatis, im Süden an Korfi, im Südosten an Gerasa und im Osten an Kalo Chorio.

## Geschichte
Kapileio wurde zu Beginn des 7. Jahrhunderts gegründet. Seine Einwohner wurden in die Bataillone der Akrites aufgenommen, die im Nachbardorf Agios Mamas lagerten. Zur Zeit der fränkischen Herrschaft wurde Kapileio in ein Lehnswesen umgewandelt. Die Einwohner beschäftigten sich hauptsächlich mit dem Anbau von Wein, Oliven und Mandeln. Im Dorf wurde Commandaria-Wein produziert.